# Derek Sharp
Derek Sharp (Thunder Bay, 28 marzo 1965) è un cantante, chitarrista e produttore discografico canadese.

## Carriera
Iniziata la carriera come turnista, divenne molto richiesto nel giro di pochi anni, lavorò con grandi nomi come Joe Lynn Turner, Alex Ligertwood e Alannah Myles. Dall'inizio degli anni novanta collabora con Sass Jordan, divenuta successivamente sua moglie. Nel 2008, diventa il cantante della storica band canadese The Guess Who.

## Discografia

### Con i The Guess Who
- 2018 - The Future is What is Used To Be
- 2023 - Plein D'Amour

### Con Sass Jordan
- 2003 - Sass...Best of Sass Jordan
- 2010 - Why Did You
- 2011 - From Dusk 'Til Dawn
- 2017 - Racine Revisited